# 利特伯里 (伊利諾伊州)
利特伯里（英語：Litteberry）是位於美國伊利諾伊州摩根縣的一個非建制地區。該地的面積和人口皆未知。

## 地理
利特伯里的座標為39°51′15″N 90°11′58″W / 39.85417°N 90.19944°W，而該地的平均海拔高度為184米（即604英尺）。